# 東京都北區赤羽
《东京都北区赤羽》是清野通所著的漫畫。手機網站《手機漫畫王國》（Bbmf雜誌）連載。2014年現在，續篇《開心！東京都北区赤羽》於雙葉社《漫畫ACTION》連載。

## 電視劇
《山田孝之的东京都北区赤羽》是于2015年1月9日至3月27日每周五深夜在东京电视台播放的仿纪录片形式的电视剧，由山田孝之主演。

### 劇情
2014年夏天，演员山田孝之苦恼于无法从电影角色中走出来。他在阅读了描写赤羽地区有趣人生百态的漫画《东京都北区赤羽》之后，决定前往赤羽找回失去的自己，同时邀请电影导演山下敦弘拍下自己在赤羽的生活。

### 出演人員
- 山田孝之（演員）
- 山下敦弘（電影導演）
- 清野通（漫画家，《东京都北区赤羽》作者）
- 椿薰（演员，山田孝之的大姐；第4话）
- SAYUKI（歌手，山田孝之的二姐；第4话）
- 吉井和哉（歌手，山田孝之的好友；第6话）
- 大根仁（电影导演；第7、12话）
- 矢部享祏（演员，山田孝之的好友；第7、12话）
- 绫野刚（演員，山田孝之的好友；第8、12话）

### 製作人員
- 導演：山下敦弘、松江哲明
- 構成：竹村武司
- 音乐：岩崎太整
- 出品人：大和健太郎
- 製片人：藤野慎也、山本晃久
- 撮影：四宫秀俊
- 録音：根本飛鳥
- 制作：東京電視台、松竹撮影所
- 製作·著作：《山田孝之的東京都北区赤羽》製作委員会

### 主題歌

#### 片頭曲
- Scha Dara Parr《中庸平凡Punch》

#### 片尾曲
- 山田孝之《TOKYO NORTH SIDE》（作词：山田孝之；作曲·编曲：吉井和哉）

### 播放日程
| 集數   | 播放日期     | 副题                     |
| ------ | ------------ | ------------------------ |
| 第1話  | 2015年1月9日 | 山田孝之，停止演戏       |
| 第2話  | 1月16日      | 山田孝之，漫步赤羽       |
| 第3話  | 1月23日      | 山田孝之，生活在赤羽     |
| 第4話  | 1月30日      | 山田孝之，成为鹰         |
| 第5話  | 2月6日       | 山田孝之，变身骰子侠     |
| 第6話  | 2月13日      | 山田孝之，歌唱           |
| 第7話  | 2月20日      | 山田孝之，作出决断       |
| 第8話  | 2月27日      | 山田孝之，和绫野刚聊一聊 |
| 第9話  | 3月6日       | 山田孝之，放飞UFO        |
| 第10話 | 3月13日      | 山田孝之，觉悟遭到质疑   |
| 第11話 | 3月20日      | 山田孝之，变身桃太郎     |
| 最終話 | 3月27日      | 山田孝之，离开赤羽       |

### 获奖记录
- 2015年东京国际戏剧节

导演赏：松江哲明、山下敦弘（东京电视台《山田孝之的东京都北区赤羽》）